# Atelopus spumarius
Atelopus spumarius es una especie de anfibio anuro de la familia Bufonidae. Forma parte del género Atelopus, cuyos miembros son comúnmente llamados ranas arlequines. Se distribuye por los bosques amazónicos de Perú, Ecuador, Colombia, Brasil y las Guyanas. Su rango altitudinal va desde el nivel del mar a los 600 m de altitud. Es una especie terrestre, y vive junto a arroyos en zonas de bosque primario.
Está amenazada de extinción principalmente por la pérdida de su hábitat natural, pero también se cree que la quitridiomicosis ha jugado un papel en el declive de sus poblaciones. Existe un programa de cría en cautividad de esta especie para asegurar su conservación.